# توم إيفانز (لاعب كرة قاعدة)
توم إيفانز (بالإنجليزية: Tom Evans)‏ هو لاعب كرة قاعدة أمريكي، ولد في 9 يوليو 1974 في كيركلاند في الولايات المتحدة.

## وصلات خارجية
- توم إيفانز على موقع دوري كرة القاعدة الرئيسي (الإنجليزية)
- توم إيفانز على موقع الدوري الياباني لكرة القاعدة (الإنجليزية)
- توم إيفانز على موقعبيزبول رفرنس.كوم (الدوري الرئيسي) (الإنجليزية)
- توم إيفانز على موقعبيزبول رفرنس.كوم (الدوري الثانوي) (الإنجليزية)
- توم إيفانز على موقع إي إس بي إن.كوم (أم.أل.بي) (الإنجليزية)
- توم إيفانز على موقع مشجعي الرسوم البيانية (الإنجليزية)